# El Crucero, Citlaltépetl
El Crucero är en ort i Mexiko.   Den ligger i kommunen Citlaltépetl och delstaten Veracruz, i den sydöstra delen av landet, 250 km nordost om huvudstaden Mexico City. El Crucero ligger 109 meter över havet och antalet invånare är 224.
Terrängen runt El Crucero är platt åt nordväst, men åt sydost är den kuperad. Runt El Crucero är det ganska glesbefolkat, med 43 invånare per kvadratkilometer. Närmaste större samhälle är Chinampa de Gorostiza, 17,3 km öster om El Crucero. Omgivningarna runt El Crucero är en mosaik av jordbruksmark och naturlig växtlighet.